# Aleksandre Fatiouchine
Aleksandre Konstantinovitch Fatiouchine (en russe : Алекса́ндр Константи́нович Фатю́шин), né le 29 mars 1951 à Riazan en URSS et mort le 6 avril 2003 à Moscou (Russie), est un acteur de cinéma soviétique.

## Biographie
Aleksandre Fatiouchine naît dans la famille d'ouvriers en 1951. Il sort diplômé de l'Académie russe des arts du théâtre en 1973 et devient acteur du Théâtre Maïakovski. Il tient son premier rôle au cinéma dans le film L'Automne d'Andreï Smirnov en 1974. Il a joué dans plus de 40 films, principalement dans des rôles secondaires. Parmi les films les plus célèbres où il apparaît, figurent Moscou ne croit pas aux larmes, La jeune Russie, Voyage solitaire, Code du silence, Le 34e rapide. Nommé artiste émérite de la RSFST en 1982, il reçoit la même année le prix d'État de l'URSS pour le rôle de Vladimir Lioutov dans le spectacle Vie de Klim Samguine (Maxime Gorki) et celui de Chilov dans Molva (Afanassi Salynski (ru)). L'acteur meurt d'une pneumonie en 2003, à l'âge de soixante-deux ans. Il est enterré au cimetière Vostriakovo.

## Filmographie partielle
- 1974 : Automne (Осень) de Andreï Smirnov : Edouard
- 1977 : Romance de bureau (Служебный роман) d'Eldar Riazanov : Vsevolod
- 1979 : Moscou ne croit pas aux larmes (Москва слезам не верит) de Vladimir Menchov : Sergueï Gourine
- 2001 : La Suite mécanique (Механическая сюита) de Dmitri Meskhiev : Lebedev